# Dinh Tổng thống (Đài Loan)
Dinh Tổng thống danh xưng chính thức là Phủ Tổng thống Trung Hoa Dân quốc là tòa nhà Văn phòng Tổng thống Trung Hoa Dân Quốc. Tòa nhà đặt tại quận Trung Chính, Đài Bắc, Đài Loan. Nơi đây là trụ sở chính cho các cơ quan giúp việc cho Tổng thống và Phó tổng thống Trung Hoa Dân quốc.

## Lịch sử
Khi Hiến pháp Trung Hoa Dân quốc 1947 được ban hành, một cơ quan giúp việc cho Tổng thống và Phó tổng thống cũng được thiết lập, được gọi là Tổng thống phủ. Trụ sở ban đầu của Tổng thống phủ được đặt tại Nam Kinh. Tuy nhiên, khi khả năng kiểm soát Đại lục gần như không còn, chính quyền Trung Hoa Dân quốc dời các cơ quan về Đài Loan, kể cả Tổng thống phủ.
Dinh Tổng thống hiện nay, ban đầu được kiến trúc sư Uheiji Nagano thiết kế trong suốt thời kỳ Đài Loan thuộc Đế quốc Nhật Bản (1895–1945). Ban đầu nó là nơi đặt Văn phòng Tổng đốc Đài Loan. Bị hư hại trong vụ đánh bom của quân Đồng minh trong Thế chiến thứ hai, tòa nhà đã được khôi phục sau cuộc chiến tranh của Trần Nghi, toàn quyền của tỉnh Đài Loan. Nó trở thành Phủ Tổng thống vào năm 1950 sau khi Trung Hoa Dân Quốc mất quyền kiểm soát Trung Quốc đại lục và di chuyển thủ đô của quốc gia đến thành phố Đài Bắc vào cuối cuộc nội chiến Trung Quốc.

## Thiết kế và xây dựng

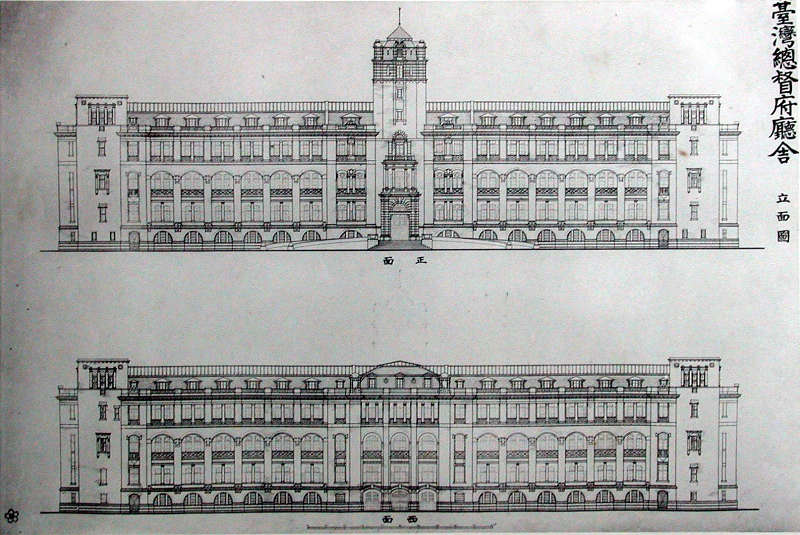
Bản họa đồ Phủ Tổng đốc Đài Loan của Matsunosuke Moriyama.

## Thư viện ảnh

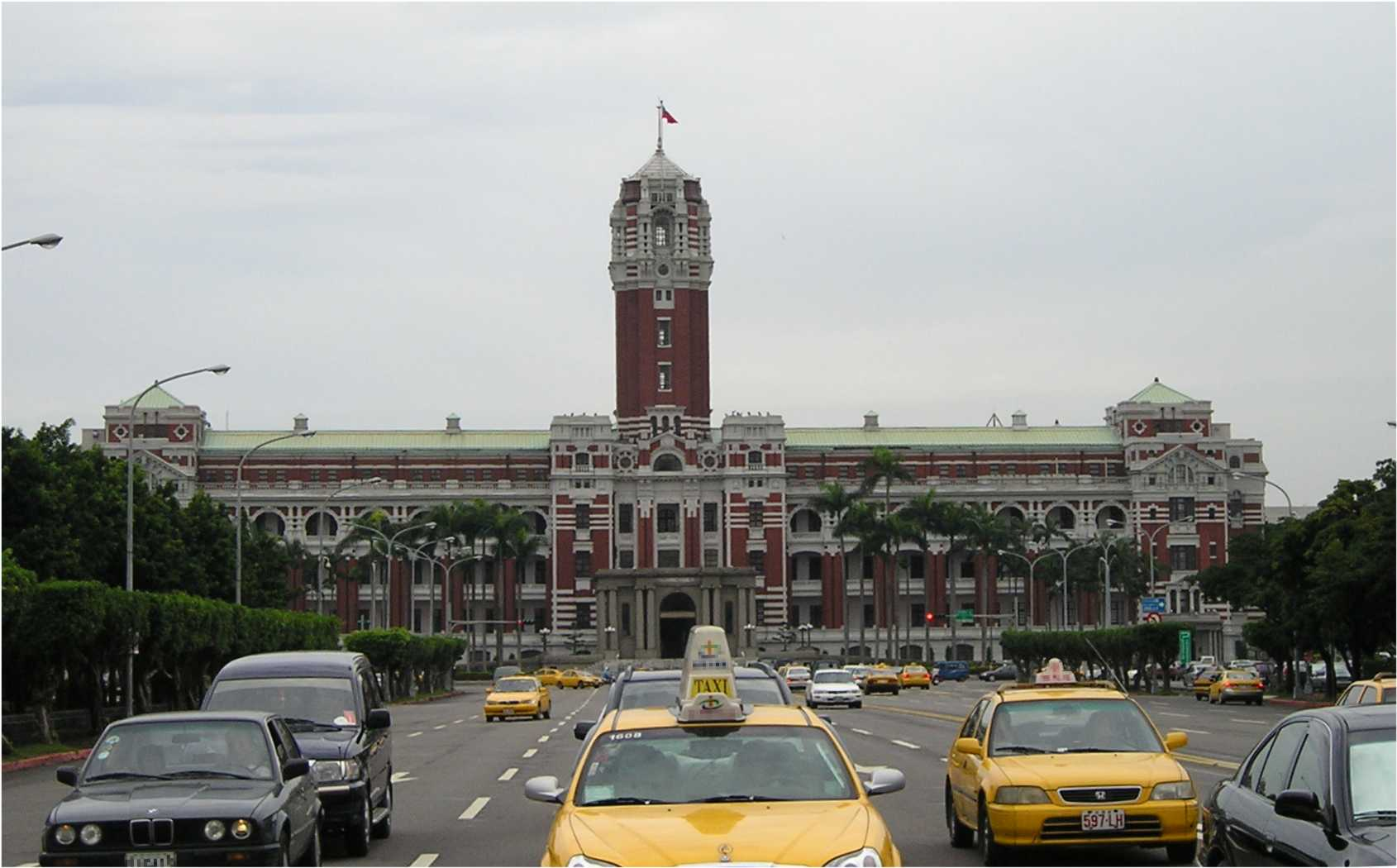
Phía trước Dinh Tổng thống nhìn từ Đại lộ Ketagalan
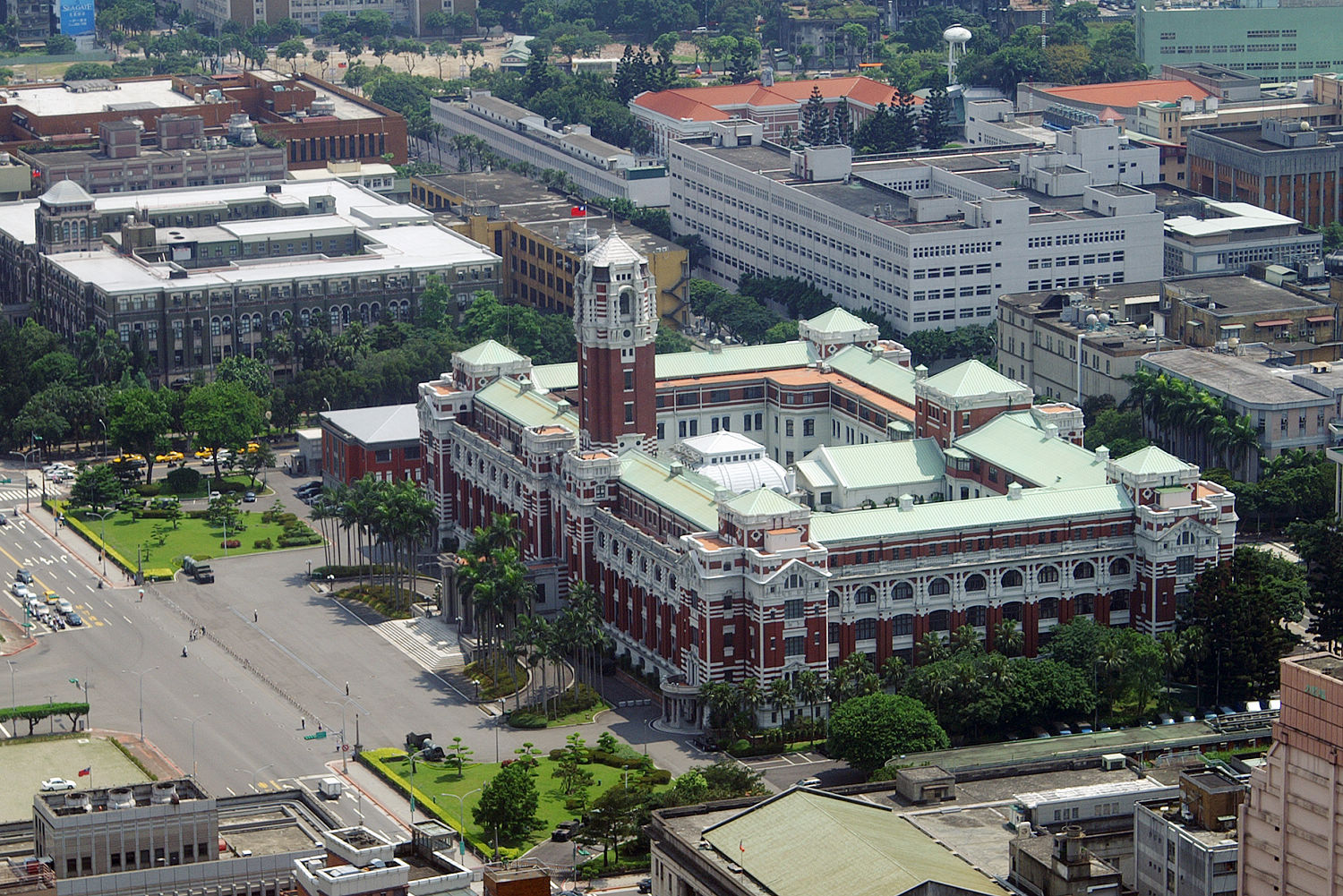
Dinh Tổng thống tại quận Trung Chính, Đài Bắc.
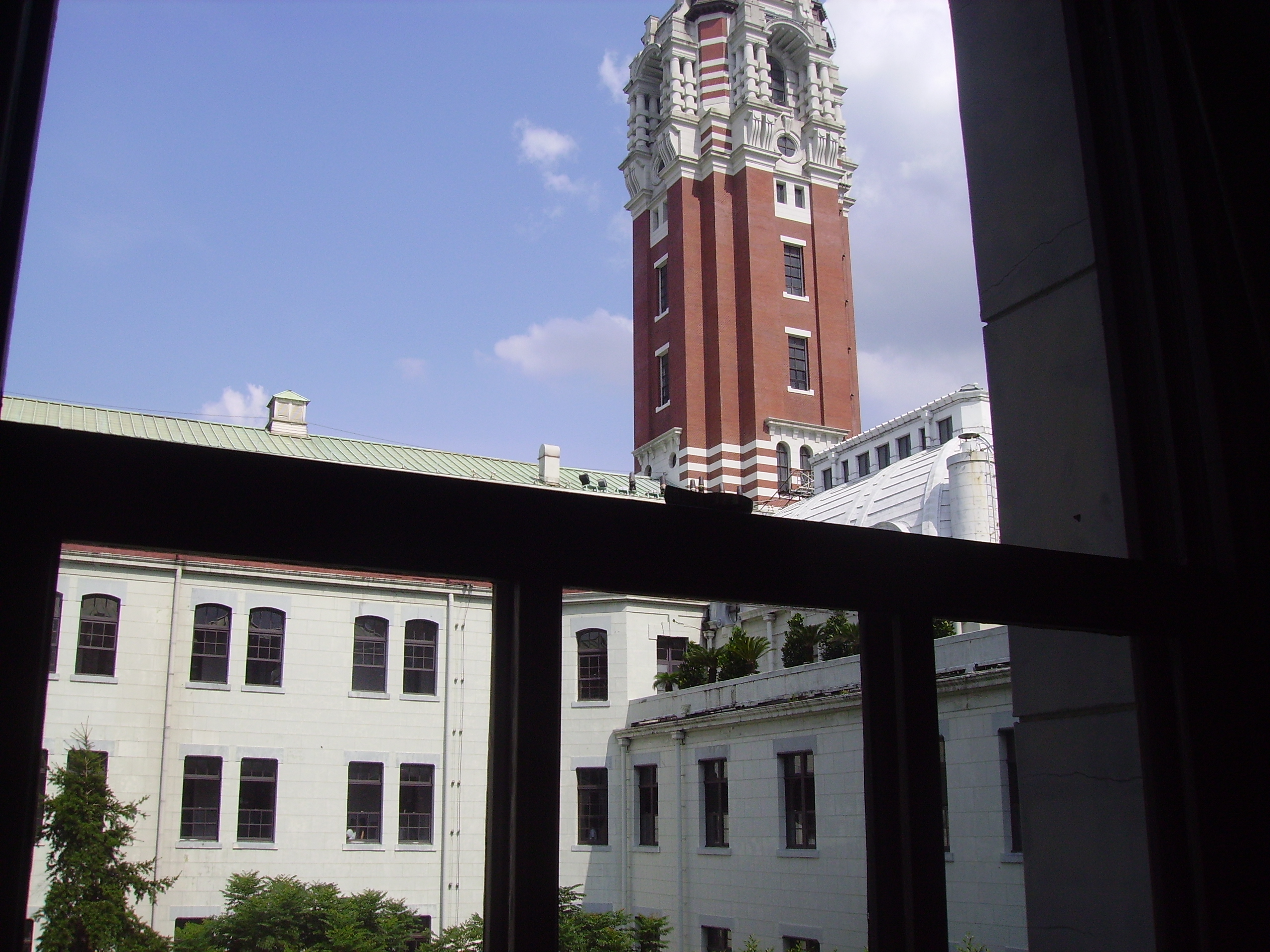
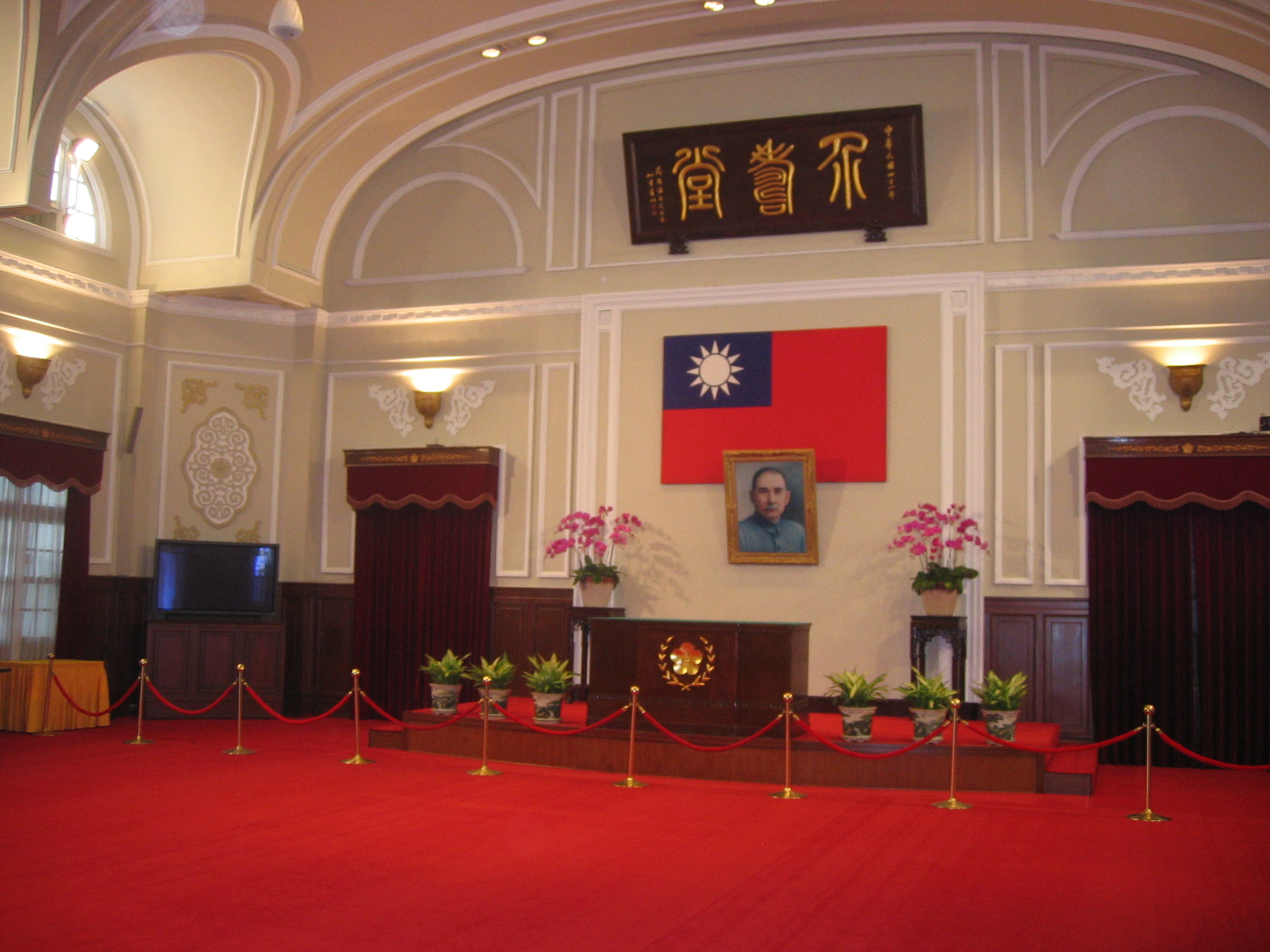
Phòng khánh tiết trong Dinh Tổng thống
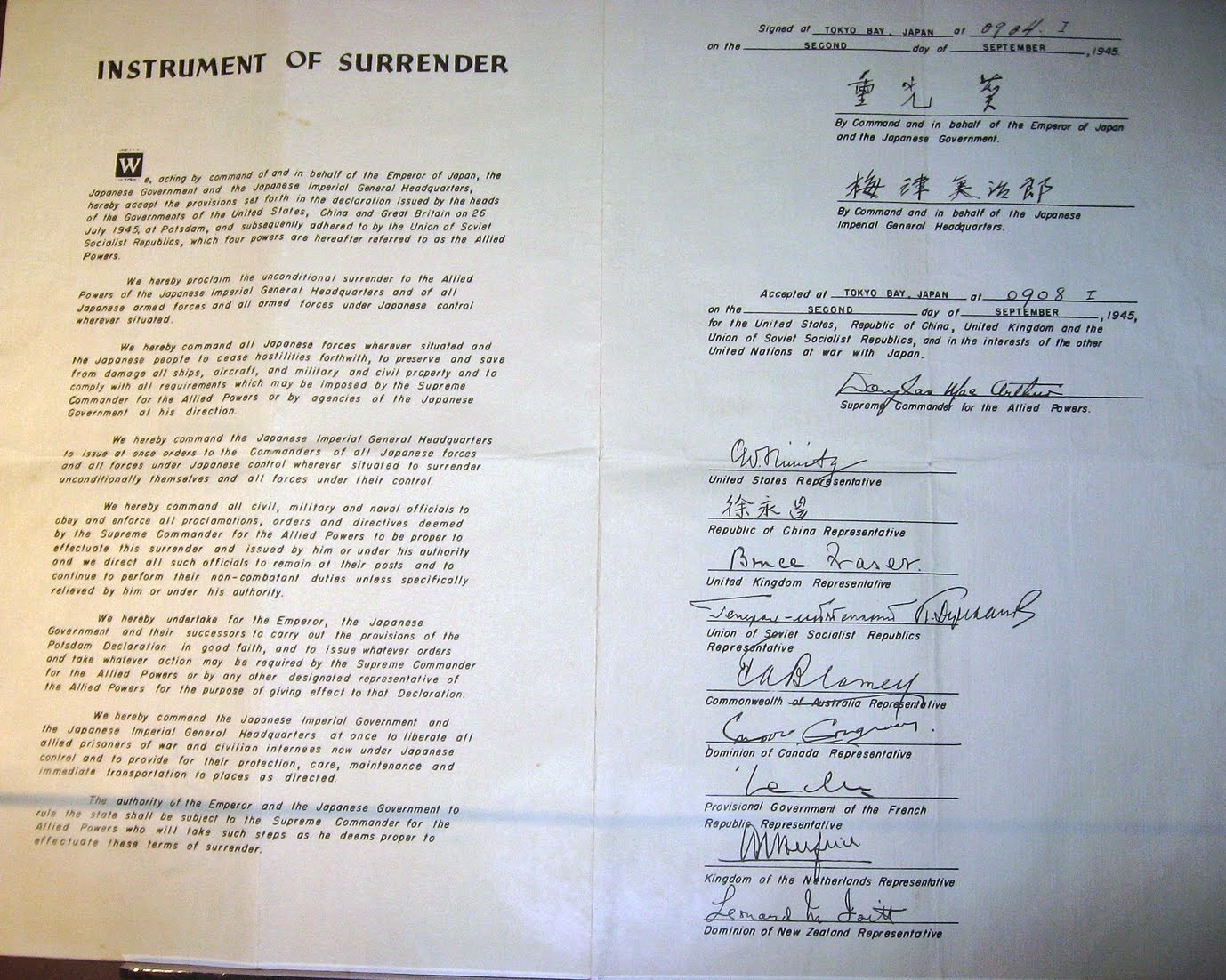
Văn kiện đầu hàng của quân đội Nhật Bản được lưu giữ tại Dinh Tổng thống